# Heilige-Kruisverheffingskerk (Jesseren)

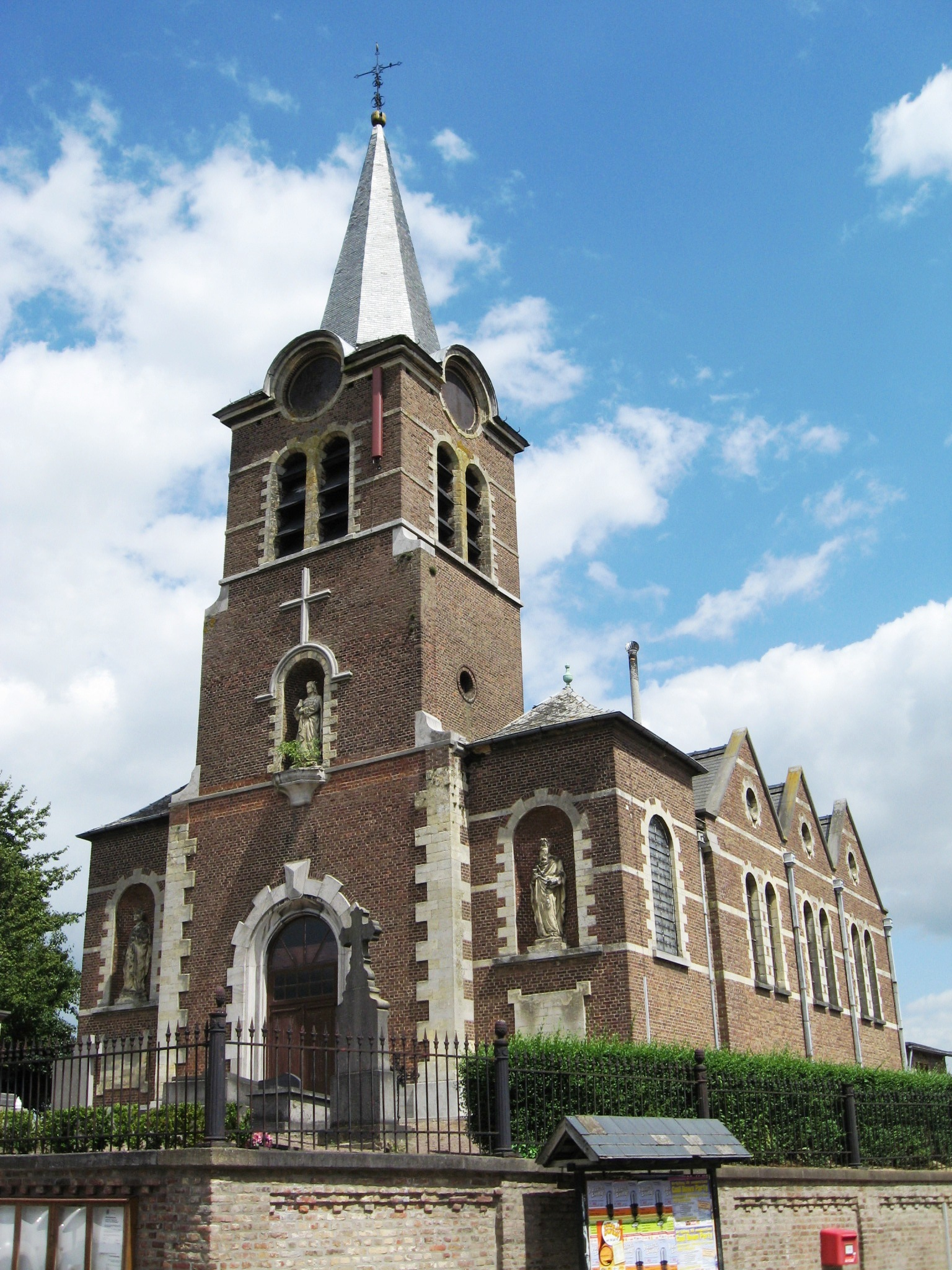
Heilige-Kruisverheffingskerk

De Heilige-Kruisverheffingskerk is de parochiekerk van Jesseren, gelegen aan Jesserenstraat 48.

## Geschiedenis
De Heilige-Kruisverheffingskerk was oorspronkelijk een kwartkerk van de parochie van Borgloon. Het patronaatsrecht was in handen van de Graaf van Loon, die het in leen gaf aan zijn leenmannen. Een daarvan, Willem van Leeuw, met zijn broers Giselbert en Godfried, verkochten in 1218 een deel van de parochierechten aan de Abdij van Herkenrode, welke in 1258 de gehele rechten verwierf.
In 1578 stortte de toren van het Romaanse kerkje in. Ook in latere jaren werd vermeld dat de kerk bouwvallig was en hersteld moest worden. Van 1720-1723 werd een nieuwe kerk gebouwd, waarvan het middenschip en het koor nog bestaan. In 1852 werd het westwerk met voorstaande toren, naar ontwerp van Herman Jaminé, gebouwd, en in 1937-1938 werd de kerk uitgebreid met zijbeuken en een linker zijkoor, naar ontwerp van Joseph Deré. Hierbij werd ook de toren geflankeerd door zijkapellen. Zowel boven het portaal als in de westgevels van de zijkapellen bevinden zich nissen waarin een heiligenbeeld is geplaatst.
De kerk bevindt zich op een verhoging.

## Interieur
Op de scheidingsboog tussen schip en koor bevindt zich het wapen van Catharina Van Mombeek, abdis van Herkenrode. Het heeft als devies: Omnia Candide (doe alles zo volmaakt mogelijk) en draagt het jaartal 1720.
De kruisweg stamt uit 1767 en is een werk van M. Aubé. Ze werd gekocht uit de inventaris van de -in de Franse tijd opgeheven- Minderbroederskerk te Tongeren. Een schilderij uit de 2e helft van de 18e eeuw toont de Aanbidding der Wijzen.
Uit de 2e helft van de 16e eeuw stammen de gepolychromeerd houten beelden van Sint-Blasius en Sint-Helena.
Het portiekaltaar stamt uit 1723, heeft een geschilderd altaarstuk waarop ook het wapen van Catharina van Mombeek.
Op de begraafplaats zijn enkele 17e-eeuwse grafkruisen te vinden.